# Rosa Gumataotao Rios

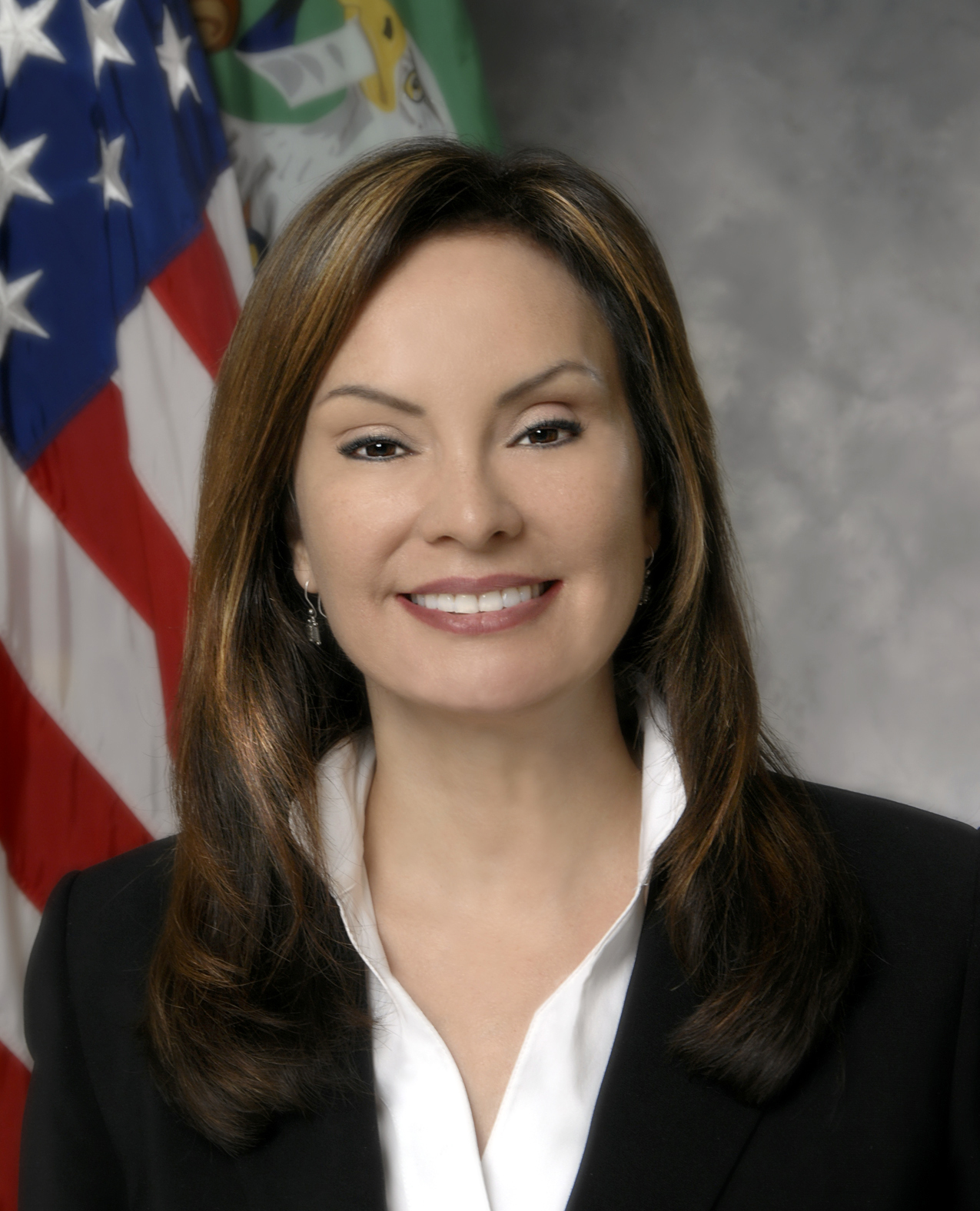
Rosa Gumataotao Rios

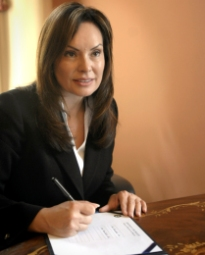
Rios bei ihrer feierlichen Vereidigung zum Treasurer of the United States (20. August 2009)

Rosa „Rosie“ Gumataotao Rios (* 17. Juli 1965) ist eine US-amerikanische Regierungsbeamte und war bis zum Juli 2016 Treasurer of the United States. Sie ist die sechste Hispanic, die dieses Amt innehatte. 

## Leben
Rosa Gumataotao Rios, in erster Generation mexikanische Amerikanerin, ist die Tochter von Guadalupe Rios. Ihre Eltern wanderten 1958 aus Mexiko in die Vereinigten Staaten ein. 1974 ließen sie sich scheiden. Rios und ihre acht Geschwister wuchsen bei ihrer Mutter in Hayward (Kalifornien) auf. Um ihrer Mutter zu helfen, besorgte sie sich im Archiv der Alameda County Library eine Arbeit. Sie machte Überstunden, kam oft spät in der Nacht nach Hause und saß dann an ihren Hausaufgaben bis in die frühen Morgenstunden. Rios graduierte 1979 an der St. Clement School in Hayward und in den frühen 1980er Jahren an der Moreau Catholic High School in Hayward. Nach ihrem Abschluss am College lebte sie sieben Jahre in Fremont und zog später dann nach Castro Valley. 1983 begann sie ihr Studium an der Harvard University. Ihre Absicht war, nach Kalifornien zurückzukehren und im staatlichen Bildungsministerium zu arbeiten. Vier Jahre später graduierte sie mit einem Bachelor of Arts in Soziologie, romanischen Sprachen und Literatur. Ihre Abschlussarbeit befasste sich mit dem „Changing Notions of Latino identity“ mit dem Fokus auf den Werken von Tomás Rivera Morales und Sandra Cisneros.
Nach ihrem Abschluss an der Harvard University erhielt sie eine Anstellung als Versicherungsmaklerin für Gewerbeimmobilien bei der General Reinsurance, einer in San Francisco ansässigen Ferner 
Versicherungsgesellschaft. Danach arbeitete sie für die Stadtsanierung in Union City und für die Stadtentwicklung im nahegelegenen San Leandro. Von 1997 bis 2001 war sie Direktorin im Economic Development Department von Fremont. 2001 wurde sie Direktorin des städtischen Economic Development and Redevelopment Department in Oakland. Während ihrer Amtszeit wurden Hunderte von neuen Unternehmen angesiedelt.
Danach arbeitete Rios bei Red River Associates, einem auf Projektmanagement für kleine Städte und öffentliche Einrichtungen spezialisierten Beratungsunternehmen. 2005 war sie daran beteiligt, die Montreal Expos nach Washington, D.C. zu holen. Im folgenden Jahr wechselte sie zu MacFarlane Partners, einem Immobilien-Investmentunternehmen in San Francisco. Dort war sie für die städtischen Investitions- und Entwicklungsprogramme des Unternehmens in Nordkalifornien verantwortlich sowie für die Beratung von lokalen Gemeinden.
2008 war sie Wahlkampfhelferin für Barack Obama, insbesondere unter den Latinos in Virginia. Nachdem Barack Obama im November 2008 zum US-Präsidenten gewählt worden war, ließ sich Rios bei MacFarlane Partners beurlauben und stieß zum Treasury-Federal Reserve-Übergangsteam.
Am 15. Mai 2009 nominierte US-Präsident Barack Obama Rios als Treasurer of the United States. Sie wurde am 24. Juli vom US-Senat bestätigt. Rios war sie die dritte aufeinanderfolgende hispanische Kalifornierin und – nach ihrer Amtsvorgängerin Anna Escobedo Cabral – die zweite mexikanische Amerikanerin, welche dieses Amt bekleidete.
Am 20. August 2009 legte Rios ihren Amtseid zum neuen Treasurer ab. Zuvor hatte sie am 6. August ihre Unterschrift im Bureau of Engraving and Printing abgegeben zwecks Abdruck dieser auf den neuen Dollar-Banknoten neben der des US-Finanzministers Timothy F. Geithner. Da ihr Name den ihres Ehemannes Gumataotao enthält, ist es das erste Mal, dass ein Chamorro-Name auf Dollar-Banknoten erscheint. Rios kündigte an, ihre regulären Aufgaben so zu erweitern, dass sie den US-Bürgern helfen kann aus der Rezession zu kommen. Ferner bestätigte sie die wichtige Rolle, welcher ihr neuer Posten in den letzten Jahren bei der finanziellen Förderung der Alphabetisierung und Bildung erlangte.
Am 8. Juli 2016 legte Rios ihr Amt als Treasurer nieder.
Rosa Gumataotao Rios ist Mitglied der Royal Society of Arts.

## Familie
Rios heiratete den Guamer Jose Diaz „Joe“ Gumataotao junior. Das Paar hat zwei gemeinsame Kinder: Joey (* 1996) und Brooke (* 2000). Die Familie lebt in Potomac (Maryland).
Rios’ Bestätigung verursachte einige Aufregung auf Guam, wo die Familie ihres Ehemannes politisch tätig ist. Dessen Cousine Joane Camacho ist die Ehefrau des früheren Gouverneurs von Guam Felix Perez Camacho. Sein Cousin Vernon Perez ist Richter am Guam Superior Court. First Lady Camacho bezeichnete Rios’ Ernennung als „giant step forward for minorities in the United States and insular areas“.